# Antonio Elizalde
Antonio Elizalde Lamar (Guayaquil, 23 de abril de 1795-Ibídem, 24 de mayo de 1862) fue un militar y político ecuatoriano.

## Biografía
Hijo de Juan Bautista de Elizalde Echegaray y de María Josefa Lamar y Cortázar.
Tuvo importante actuación en Revolución del 9 de Octubre de 1820, participando en la toma del Cuartel Daule.
Elizalde combatiría en las batallas de Cone, en la primera y segunda de Huachi; y, finalmente, el 24 de mayo de 1822, en la de Pichincha. En lo posterior también luchó en la batalla de Ayacucho y en la batalla de Tarqui.
Fue cónsul general en la República del Perú desde 1831 a 1833.
Instaurada la República del Ecuador, el presidente Juan José Flores (1830-1835/1839-1845) lo nombró Jefe de Estado Mayor, pero cuando el gobernante intentó eternizarse en el poder se opuso, pasó a la oposición y tomó parte activa en la Revolución Marcista que en 1845 puso fin a la dominación floreana.
Nombrado comandante en jefe de las fuerzas del Gobierno Provisorio (de facto) de Guayaquil, armó un ejército con el cual intentó marchar hacia Quito, pero el general Juan Otamendi le cerró el paso haciéndose fuerte en la hacienda La Elvira, propiedad de Flores cerca de Babahoyo, donde fue derrotado en dos terribles y sangrientos combates, por lo que tuvo que volver a Guayaquil y entregar el mando al general Illingworth.
En 1847 fue elegido Presidente de la Cámara de Senadores del Ecuador.
En 1849 compitió con Diego Noboa por la presidencia del país, resultando en la no elección de ningún candidato vencedor que sucediere al presidente Vicente Ramón Roca (1845-1849).
El Congreso decidió entregar al vicepresidente Manuel de Ascázubi el encargo del poder ejecutivo. Sin embargo, una asamblea popular convocada en la ciudad de Guayaquil por el general José María Urbina (qué ejercía de facto la Jefatura Civil y Militar de Guayaquil) elige a Diego Noboa como Jefe Supremo de la República el 2 de marzo de 1850. El 10 de junio de 1850 Quito lo reconoce como Jefe Supremo al renunciar al poder político Ascázubi. Las provincias de Azuay, Loja y Manabí proclamaron la Jefatura Suprema del general Antonio Elizalde. Un convenio entre los dos gobiernos nacionales de facto produjeron el acuerdo de convocar una asamblea constituyente en la ciudad de Quito. Sin embargo el general Elizalde con sus partidarios en el ejército ecuatoriano provocaron varios enfrentamientos en las provincias de Chimborazo y Cotopaxi siendo derrotados sus partidarios a principio del año 1851.
Diego Noboa elegido como nuevo presidente (1850-1851) inició su gobierno realizando una purga política en el país, por temor a una revolución: ordenó el destierro de numerosos contrarios, entre ellos el general Antonio Elizalde y expulsó del ejército ecuatoriano a sus partidarios: los militares elizaldistas.
Exiliado en la República del Perú, es elegido Ministro Plenipotenciario por el recién electo presidente José María Urbina (1852-1856).
Regresa al Ecuador y se instaló en su ciudad natal -lugar donde fallecería- a dedicarse a sus actividades particulares totalmente alejado de la política.